# Iwade
Iwade (岩出市?) è una città giapponese della prefettura di Wakayama.